# Оукланд (Небраска)
Оукланд (енгл. Oakland) град је у америчкој савезној држави Небраска.

## Демографија
По попису из 2010. године број становника је 1.244, што је 123 (-9,0%) становника мање него 2000. године.
| Група             | 2000.         | 2010.         |
| Белци             | 1.341 (98,1%) | 1.190 (95,7%) |
| Афроамериканци    | 0 (0,0%)      | 6 (0,5%)      |
| Азијати           | 2 (0,1%)      | 11 (0,9%)     |
| Хиспаноамериканци | 10 (0,7%)     | 8 (0,6%)      |
| Укупно            | 1.367         | 1.244         |